# Unicodeblock Ol Chiki
Der Unicodeblock Ol Chiki (U+1C50 bis U+1C7F) beinhaltet die Buchstaben der 1925 von Pandit Raghunath Murmu geschaffenen Schrift namens Ol Chiki zur Notation der Sprache Santali. Diese Buchstabenschrift ist auch unter verschiedenen anderen Namen bekannt. Während die meisten indischen Schriften Abkömmlinge der Brahmi-Schrift sind, gehört Ol Chiki diesem Schriftenkreis nicht an.

## Liste
| Unicodenummer | Zeichen (400 %) | Kategorie                               | Bidirektionale Klasse | Offizielle Bezeichnung             | Beschreibung                         |
| ------------- | --------------- | --------------------------------------- | --------------------- | ---------------------------------- | ------------------------------------ |
| U+1C50 (7248) | ᱐               | Dezimalziffer                           | links nach rechts     | OL CHIKI DIGIT ZERO                | Ol-Chiki-Ziffer Null                 |
| U+1C51 (7249) | ᱑               | Dezimalziffer                           | links nach rechts     | OL CHIKI DIGIT ONE                 | Ol-Chiki-Ziffer Eins                 |
| U+1C52 (7250) | ᱒               | Dezimalziffer                           | links nach rechts     | OL CHIKI DIGIT TWO                 | Ol-Chiki-Ziffer Zwei                 |
| U+1C53 (7251) | ᱓               | Dezimalziffer                           | links nach rechts     | OL CHIKI DIGIT THREE               | Ol-Chiki-Ziffer Drei                 |
| U+1C54 (7252) | ᱔               | Dezimalziffer                           | links nach rechts     | OL CHIKI DIGIT FOUR                | Ol-Chiki-Ziffer Vier                 |
| U+1C55 (7253) | ᱕               | Dezimalziffer                           | links nach rechts     | OL CHIKI DIGIT FIVE                | Ol-Chiki-Ziffer Fünf                 |
| U+1C56 (7254) | ᱖               | Dezimalziffer                           | links nach rechts     | OL CHIKI DIGIT SIX                 | Ol-Chiki-Ziffer Sechs                |
| U+1C57 (7255) | ᱗               | Dezimalziffer                           | links nach rechts     | OL CHIKI DIGIT SEVEN               | Ol-Chiki-Ziffer Sieben               |
| U+1C58 (7256) | ᱘               | Dezimalziffer                           | links nach rechts     | OL CHIKI DIGIT EIGHT               | Ol-Chiki-Ziffer Acht                 |
| U+1C59 (7257) | ᱙               | Dezimalziffer                           | links nach rechts     | OL CHIKI DIGIT NINE                | Ol-Chiki-Ziffer Neun                 |
| U+1C5A (7258) | ᱚ               | anderer Buchstabe, Silbe oder Ideogramm | links nach rechts     | OL CHIKI LETTER LA                 | Ol-Chiki-Buchstabe La                |
| U+1C5B (7259) | ᱛ               | anderer Buchstabe, Silbe oder Ideogramm | links nach rechts     | OL CHIKI LETTER AT                 | Ol-Chiki-Buchstabe At                |
| U+1C5C (7260) | ᱜ               | anderer Buchstabe, Silbe oder Ideogramm | links nach rechts     | OL CHIKI LETTER AG                 | Ol-Chiki-Buchstabe Ag                |
| U+1C5D (7261) | ᱝ               | anderer Buchstabe, Silbe oder Ideogramm | links nach rechts     | OL CHIKI LETTER ANG                | Ol-Chiki-Buchstabe Ang               |
| U+1C5E (7262) | ᱞ               | anderer Buchstabe, Silbe oder Ideogramm | links nach rechts     | OL CHIKI LETTER AL                 | Ol-Chiki-Buchstabe Al                |
| U+1C5F (7263) | ᱟ               | anderer Buchstabe, Silbe oder Ideogramm | links nach rechts     | OL CHIKI LETTER LAA                | Ol-Chiki-Buchstabe Laa               |
| U+1C60 (7264) | ᱠ               | anderer Buchstabe, Silbe oder Ideogramm | links nach rechts     | OL CHIKI LETTER AAK                | Ol-Chiki-Buchstabe Aak               |
| U+1C61 (7265) | ᱡ               | anderer Buchstabe, Silbe oder Ideogramm | links nach rechts     | OL CHIKI LETTER AAJ                | Ol-Chiki-Buchstabe Aaj               |
| U+1C62 (7266) | ᱢ               | anderer Buchstabe, Silbe oder Ideogramm | links nach rechts     | OL CHIKI LETTER AAM                | Ol-Chiki-Buchstabe Aam               |
| U+1C63 (7267) | ᱣ               | anderer Buchstabe, Silbe oder Ideogramm | links nach rechts     | OL CHIKI LETTER AAW                | Ol-Chiki-Buchstabe Aaw               |
| U+1C64 (7268) | ᱤ               | anderer Buchstabe, Silbe oder Ideogramm | links nach rechts     | OL CHIKI LETTER LI                 | Ol-Chiki-Buchstabe Li                |
| U+1C65 (7269) | ᱥ               | anderer Buchstabe, Silbe oder Ideogramm | links nach rechts     | OL CHIKI LETTER IS                 | Ol-Chiki-Buchstabe Is                |
| U+1C66 (7270) | ᱦ               | anderer Buchstabe, Silbe oder Ideogramm | links nach rechts     | OL CHIKI LETTER IH                 | Ol-Chiki-Buchstabe Ih                |
| U+1C67 (7271) | ᱧ               | anderer Buchstabe, Silbe oder Ideogramm | links nach rechts     | OL CHIKI LETTER INY                | Ol-Chiki-Buchstabe Iny               |
| U+1C68 (7272) | ᱨ               | anderer Buchstabe, Silbe oder Ideogramm | links nach rechts     | OL CHIKI LETTER IR                 | Ol-Chiki-Buchstabe Ir                |
| U+1C69 (7273) | ᱩ               | anderer Buchstabe, Silbe oder Ideogramm | links nach rechts     | OL CHIKI LETTER LU                 | Ol-Chiki-Buchstabe Lu                |
| U+1C6A (7274) | ᱪ               | anderer Buchstabe, Silbe oder Ideogramm | links nach rechts     | OL CHIKI LETTER UC                 | Ol-Chiki-Buchstabe Uc                |
| U+1C6B (7275) | ᱫ               | anderer Buchstabe, Silbe oder Ideogramm | links nach rechts     | OL CHIKI LETTER UD                 | Ol-Chiki-Buchstabe Ud                |
| U+1C6C (7276) | ᱬ               | anderer Buchstabe, Silbe oder Ideogramm | links nach rechts     | OL CHIKI LETTER UNN                | Ol-Chiki-Buchstabe Unn               |
| U+1C6D (7277) | ᱭ               | anderer Buchstabe, Silbe oder Ideogramm | links nach rechts     | OL CHIKI LETTER UY                 | Ol-Chiki-Buchstabe Uy                |
| U+1C6E (7278) | ᱮ               | anderer Buchstabe, Silbe oder Ideogramm | links nach rechts     | OL CHIKI LETTER LE                 | Ol-Chiki-Buchstabe Le                |
| U+1C6F (7279) | ᱯ               | anderer Buchstabe, Silbe oder Ideogramm | links nach rechts     | OL CHIKI LETTER EP                 | Ol-Chiki-Buchstabe Ep                |
| U+1C70 (7280) | ᱰ               | anderer Buchstabe, Silbe oder Ideogramm | links nach rechts     | OL CHIKI LETTER EDD                | Ol-Chiki-Buchstabe Edd               |
| U+1C71 (7281) | ᱱ               | anderer Buchstabe, Silbe oder Ideogramm | links nach rechts     | OL CHIKI LETTER EN                 | Ol-Chiki-Buchstabe En                |
| U+1C72 (7282) | ᱲ               | anderer Buchstabe, Silbe oder Ideogramm | links nach rechts     | OL CHIKI LETTER ERR                | Ol-Chiki-BuchstabeErr                |
| U+1C73 (7283) | ᱳ               | anderer Buchstabe, Silbe oder Ideogramm | links nach rechts     | OL CHIKI LETTER LO                 | Ol-Chiki-Buchstabe Lo                |
| U+1C74 (7284) | ᱴ               | anderer Buchstabe, Silbe oder Ideogramm | links nach rechts     | OL CHIKI LETTER OTT                | Ol-Chiki-Buchstabe Ott               |
| U+1C75 (7285) | ᱵ               | anderer Buchstabe, Silbe oder Ideogramm | links nach rechts     | OL CHIKI LETTER OB                 | Ol-Chiki-Buchstabe Ob                |
| U+1C76 (7286) | ᱶ               | anderer Buchstabe, Silbe oder Ideogramm | links nach rechts     | OL CHIKI LETTER OV                 | Ol-Chiki-Buchstabe Ov                |
| U+1C77 (7287) | ᱷ               | anderer Buchstabe, Silbe oder Ideogramm | links nach rechts     | OL CHIKI LETTER OH                 | Ol-Chiki-Buchstabe Oh                |
| U+1C78 (7288) | ᱸ               | modifizierender Buchstabe               | links nach rechts     | OL CHIKI MU TTUDDAG                | Ol-Chiki Mu Ttuddag                  |
| U+1C79 (7289) | ᱹ               | modifizierender Buchstabe               | links nach rechts     | OL CHIKI GAAHLAA TTUDDAAG          | Ol-Chiki Gaahlaa Ttuddaag            |
| U+1C7A (7290) | ᱺ               | modifizierender Buchstabe               | links nach rechts     | OL CHIKI MU-GAAHLAA TTUDDAAG       | Ol-Chiki Mu-Gaahlaa Ttuddaag         |
| U+1C7B (7291) | ᱻ               | modifizierender Buchstabe               | links nach rechts     | OL CHIKI RELAA                     | Ol-Chiki Relaa                       |
| U+1C7C (7292) | ᱼ               | modifizierender Buchstabe               | links nach rechts     | OL CHIKI PHAARKAA                  | Ol-Chiki Phaarkaa                    |
| U+1C7D (7293) | ᱽ               | modifizierender Buchstabe               | links nach rechts     | OL CHIKI AHAD                      | Ol-Chiki Ahad                        |
| U+1C7E (7294) | ᱾               | andere Interpunktion                    | links nach rechts     | OL CHIKI PUNCTUATION MUCAAD        | Ol-Chiki Interpunktion Mucaad        |
| U+1C7F (7295) | ᱿               | andere Interpunktion                    | links nach rechts     | OL CHIKI PUNCTUATION DOUBLE MUCAAD | Ol-Chiki Interpunktion Doppel-Mucaad |